# Francis Egerton, III conte di Ellesmere
Francis Charles Granville Egerton, III conte di Ellesmere (Londra, 5 aprile 1847 – 13 luglio 1914), è stato un nobile e ufficiale inglese.

## Biografia
Era il figlio di George Egerton, II conte di Ellesmere, e di sua moglie, Lady Mary Campbell, figlia di John Campbell, I conte di Cawdor. Nel 1862, all'età di soli quindici anni, successe al padre come conte. Studiò all'Eton College e poi al Trinity College di Cambridge.

## Carriera
Entrò nell'esercito britannico nel 1864 come cornetta nel Duke of Lancaster's Own Yeomanry, lo stesso dove suo padre aveva servito. È stato promosso capitano nel 1869 e venne trasferito come tenente colonnello al 40° Lancashire Rifle Volunteer Corps nel 1875.
Nel 1886 venne promosso a tenente-colonnello e nel gennaio 1891 ne ha ricevuto il comando. Nel mese di marzo è stato nominato colonnello onorario del 4º battaglione del reggimento di Manchester.
Si ritirò nel gennaio 1896.

## Matrimonio
Sposò, il 9 dicembre 1868, Lady Katherine Louisa Phipps (1850-23 settembre 1926), figlia di George Phipps, II marchese di Normanby. Ebbero undici figli:
- Lady Mabel Laura Egerton (16 dicembre 1869-25 novembre 1946);
- Lady Alice Constance Egerton (12 novembre 1870-6 novembre 1932);
- Lady Mary Beatrice Egerton (5 novembre 1871-7 settembre 1966), sposò George Kemp, I barone Rochdale, ebbero tre figli;
- John Egerton, IV conte di Ellesmere (14 novembre 1872-24 agosto 1944);
- Lord Francis William George Egerton (4 dicembre 1874-4 aprile 1948), sposò Hilda Margaret Curteis, ebbero tre figli;
- Lord Thomas Henry Frederick Egerton (10 settembre 1876-1 ottobre 1953), sposò Lady Bertha Anson, ebbero due figlie;
- Lady Katherine Augusta Victoria Egerton (2 dicembre 1877-27 ottobre 1960), sposò Charles Hardy, non ebbero figli;
- Lord Wilfred Charles William Egerton (21 settembre 1879-27 dicembre 1939), sposò Florence Capell Reade, non ebbero figli;
- Lady Leila Georgina Egerton (23 dicembre 1881-22 agosto 1964);
- Lady Helen Constance Egerton (24 settembre 1884-3 aprile 1901);
- Lord Reginald Arthur Egerton (6 luglio 1886 13 settembre 1904).

## Morte
Morì il 13 luglio 1914.

## Ascendenza
|                                         |                                |                                                  | Genitori                                               |  |  | Nonni |  |  | Bisnonni                                   |  |  | Trisnonni                                       |  |
|                                         |                                |                                                  |                                                        |  |  |       |  |  | George Leveson-Gower, I duca di Sutherland |  |  | Granville Leveson-Gower, I marchese di Stafford |  |
|                                         |                                |                                                  |                                                        |  |  |       |  |  | George Leveson-Gower, I duca di Sutherland |  |  | Granville Leveson-Gower, I marchese di Stafford |  |
|                                         |                                | lady Louisa Egerton                              |                                                        |  |  |       |  |  | George Leveson-Gower, I duca di Sutherland |  |  |                                                 |  |
| Francis Egerton, I conte di Ellesmere   |                                |                                                  |                                                        |  |  |       |  |  | George Leveson-Gower, I duca di Sutherland |  |  |                                                 |  |
|                                         |                                | Elizabeth Sutherland, XIX contessa di Sutherland | William Sutherland, XVIII conte di Sutherland          |  |  |       |  |  |                                            |  |  |                                                 |  |
|                                         |                                | Elizabeth Sutherland, XIX contessa di Sutherland | William Sutherland, XVIII conte di Sutherland          |  |  |       |  |  |                                            |  |  |                                                 |  |
|                                         |                                | Elizabeth Sutherland, XIX contessa di Sutherland | Mary Maxwell                                           |  |  |       |  |  |                                            |  |  |                                                 |  |
| George Egerton, II conte di Ellesmere   |                                | Elizabeth Sutherland, XIX contessa di Sutherland |                                                        |  |  |       |  |  |                                            |  |  |                                                 |  |
|                                         |                                | Charles Greville                                 | Fulke Greville                                         |  |  |       |  |  |                                            |  |  |                                                 |  |
|                                         |                                | Charles Greville                                 | Fulke Greville                                         |  |  |       |  |  |                                            |  |  |                                                 |  |
|                                         |                                | Charles Greville                                 | Frances Macartney                                      |  |  |       |  |  |                                            |  |  |                                                 |  |
| Harriet Catherine Greville              |                                | Charles Greville                                 |                                                        |  |  |       |  |  |                                            |  |  |                                                 |  |
|                                         |                                | lady Charlotte Cavendish-Bentinck                | William Henry Cavendish-Bentinck, III duca di Portland |  |  |       |  |  |                                            |  |  |                                                 |  |
|                                         |                                | lady Charlotte Cavendish-Bentinck                | William Henry Cavendish-Bentinck, III duca di Portland |  |  |       |  |  |                                            |  |  |                                                 |  |
|                                         |                                | lady Charlotte Cavendish-Bentinck                | lady Dorothy Cavendish                                 |  |  |       |  |  |                                            |  |  |                                                 |  |
| Francis Egerton, III conte di Ellesmere |                                | lady Charlotte Cavendish-Bentinck                |                                                        |  |  |       |  |  |                                            |  |  |                                                 |  |
|                                         | John Campbell, I barone Cawdor | Pryse Campbell                                   |                                                        |  |  |       |  |  |                                            |  |  |                                                 |  |
|                                         | John Campbell, I barone Cawdor | Pryse Campbell                                   |                                                        |  |  |       |  |  |                                            |  |  |                                                 |  |
|                                         | John Campbell, I barone Cawdor | Sarah Bacon                                      |                                                        |  |  |       |  |  |                                            |  |  |                                                 |  |
| John Campbell, I conte Cawdor           | John Campbell, I barone Cawdor |                                                  |                                                        |  |  |       |  |  |                                            |  |  |                                                 |  |
|                                         |                                | lady Caroline Isabella Howard                    | Frederick Howard, V conte di Carlisle                  |  |  |       |  |  |                                            |  |  |                                                 |  |
|                                         |                                | lady Caroline Isabella Howard                    | Frederick Howard, V conte di Carlisle                  |  |  |       |  |  |                                            |  |  |                                                 |  |
|                                         |                                | lady Caroline Isabella Howard                    | lady Margaret Granville Leveson-Gower                  |  |  |       |  |  |                                            |  |  |                                                 |  |
| lady Mary Louisa Campbell               |                                | lady Caroline Isabella Howard                    |                                                        |  |  |       |  |  |                                            |  |  |                                                 |  |
|                                         |                                | Thomas Thynne, II marchese di Bath               | Thomas Thynne, I marchese di Bath                      |  |  |       |  |  |                                            |  |  |                                                 |  |
|                                         |                                | Thomas Thynne, II marchese di Bath               | Thomas Thynne, I marchese di Bath                      |  |  |       |  |  |                                            |  |  |                                                 |  |
|                                         |                                | Thomas Thynne, II marchese di Bath               | lady Elizabeth Bentinck                                |  |  |       |  |  |                                            |  |  |                                                 |  |
| lady Elizabeth Thynne                   |                                | Thomas Thynne, II marchese di Bath               |                                                        |  |  |       |  |  |                                            |  |  |                                                 |  |
|                                         |                                | hon. Isabella Elizabeth Byng                     | George Byng, IV visconte Torrington                    |  |  |       |  |  |                                            |  |  |                                                 |  |
|                                         |                                | hon. Isabella Elizabeth Byng                     | George Byng, IV visconte Torrington                    |  |  |       |  |  |                                            |  |  |                                                 |  |
|                                         |                                | hon. Isabella Elizabeth Byng                     | lady Lucy Boyle                                        |  |  |       |  |  |                                            |  |  |                                                 |  |
|                                         |                                | hon. Isabella Elizabeth Byng                     |                                                        |  |  |       |  |  |                                            |  |  |                                                 |  |

## Opere
- Sir Hector's Watch
- A Broken Stirrup-Leather
- A Sapphire Ring
- Mrs John Foster